# Salix balfouriana
Espèce
Classification APG III (2009)
Salix balfouriana est une espèce de plantes à fleurs de la famille des Salicaceae et du genre Salix. C'est un saule originaire de Chine.

## Description
Salix balfouriana est un buisson ou un arbuste qui peut atteindre 5 m de haut. Ses jeunes branches sont d'un noir rougeâtre.  Les rameaux de deux ans sont à peine velus, voire chauves. Les feuilles, souvent courtes et couvertes de rouille, ont de fins pétioles velus qui mesurent de 1 à 1,5 cm de long.
Le limbe va de 6 à 8 cm, et mesure rarement 12 cm de long et sa largeur va de 2 à 4 cm.
La floraison a lieu en même temps que la pousse des feuilles, d'avril à mai. La fructification est mature en juin et juillet.

## Distribution
L'espèce se rencontre à une altitude comprise entre 2 800 et 4 000 m, dans la province chinoise du Sichuan et au nord-ouest du Yunnan,.